# Avemaria (Janáček)
Avemaria, JW II/14 (en txec Zdrávas Maria), és una obra vocal de Leoš Janáček per a tenor (o soprano), cor, violí i orgue o piano. Es va estrenar el 18 d'octubre de 1943 a l'església de Sant Ciril i Sant Metodi de Brno, sota la direcció de Karel Hradil.